# Euller (ur. 1995)
Elosman Euller Silva Cavalcanti (ur. 4 stycznia 1995 w São José de Piranhas) – brazylijski piłkarz występujący na pozycji obrońcy.

## Kariera piłkarska
Od 2013 roku występował w Vitória i Avispa Fukuoka.